# Músculo reto lateral da cabeça
O músculo reto lateral da cabeça (AO 1945: músculo recto lateral da cabeça) é um músculo do pescoço.
Tem duas inserções: 
```
    Uma em cima: no processo jugular do 
occipital

    Uma em baixo: ramo anterior do processo transverso do 
atlas
```

A sua principal ação é a de lateralização da cabeça